# NGC 7507
NGC 7507 (również PGC 70676) – galaktyka eliptyczna (E), znajdująca się w gwiazdozbiorze Rzeźbiarza. Odkrył ją William Herschel 30 października 1783 roku.